# Aégis
Aégis – trzeci studyjny album norweskiej grupy muzycznej Theatre of Tragedy.

## Muzyka i styl
Aégis, mimo że wciąż mieszczący się w ramach gothic metalu, różni się znacznie od wcześniejszych wydań Theatre of Tragedy, a także od produkcji innych zespołów należących do tego gatunku. Dla przykładu, mimo utrzymania koncepcji pięknej i bestii – zarówno kobiecego jak i męskiego wokalu – zniknął growl i inne cechy zbliżające muzykę grupy do death– i doom metalu. Elektryczne gitary również odgrywają dużo mniejszą rolę, większą uwagę przywiązano do pianina.
Podobnie jak w Theatre of Tragedy i Velvet Darkness They Fear, słowa piosenek pisane są w języku wczesno–nowoangielskim. Część z nich może być trudna do zrozumienia nawet dla osób, dla których język angielski jest językiem ojczystym. W tytułach i słowach widać nawiązania do mitologii: Cassandra, Aœde i Siren – do greckiej, Venus, Poppæa i Bacchante – do rzymskiej, Lorelei – do germańskiej.

## Lista utworów
| Nr | Tytuł utworu | Długość |
| -- | ------------ | ------- |
| 1. | „Cassandra”  | 6:48    |
| 2. | „Lorelei”    | 5:37    |
| 3. | „Angélique”  | 5:46    |
| 4. | „Aœde”       | 6:10    |
| 5. | „Siren”      | 7:30    |
| 6. | „Venus”      | 5:33    |
| 7. | „Poppæa”     | 5:47    |
| 8. | „Bacchante”  | 6:42    |
|    |              | 49:53   |